# Rue Sovietskaïa (Astrakhan)
La rue Sovietskaïa (rue Soviétique, Сове́тская у́лица) est la rue principale du cœur historique de la ville d'Astrakhan en Russie coupant la  Ville blanche d'ouest en est. Elle commence rue Trediakovski près du Kremlin d'Astrakhan . Elle est traversée par la rue Kirov, la ruelle du Théâtre, la rue de Volodar, la rue Communiste, la rue Chelgounov, la rue Mikhaïl-Aladine et la ruelle Soviétique. Elle se termine sur une place sans nom où est érigée une statue du compositeur kazakh Kourmangazy Sagyrbaïev, cette place étant au croisement de la rue Kalinine près du square « Arménie ».

## Histoire
Cette rue est tracée sous le gouvernement du voïvode Ivan Vyrodkov juste après la prise de la région par les Russes (en 1557) lorsque l'on construit en 1560 la première église paroissiale (sous le vocable de la Nativité) et que l'on doit percer une chemin pour y accéder.
Elle est d'abord appelée grande rue puis dans la seconde moitié du XVIIIe siècle rue de la Perspective. Elle est baptisée rue Catherine en 1837, puis rue de Moscou jusqu'en 1920 lorsqu'elle prend son nom actuel.
Les bâtiments de la rue sont pour la plupart construits entre 1800 et les années 1970 avec 23 édifices du patrimoine protégé.

## Édifices remarquables
- N° 15/5 — Bâtiment de l'administration municipale, résidence du gouverneur de l'oblast d'Astrakhan
- N° 23 — Conservatoire d'État d'Astrakhan

## Photographies

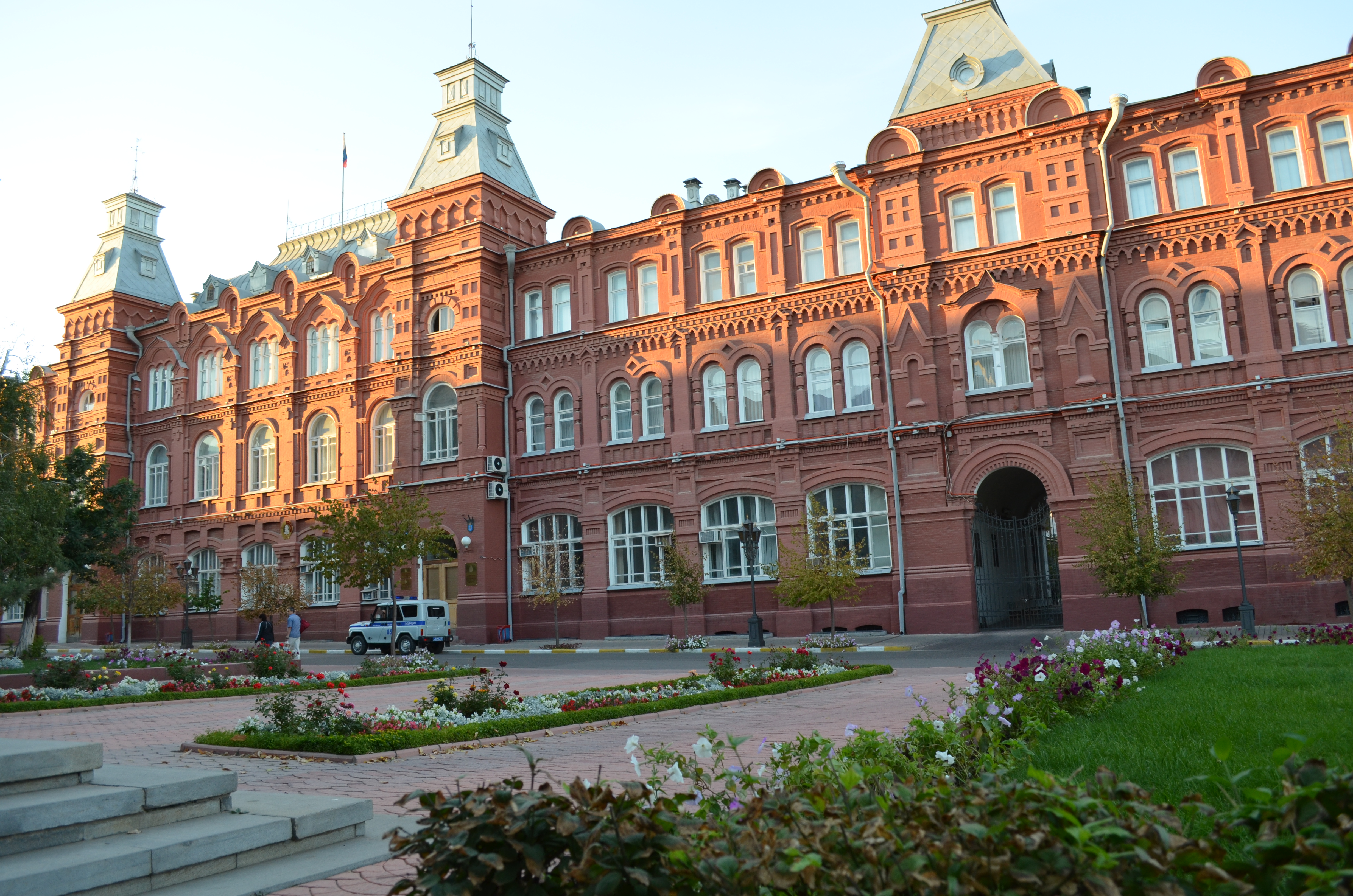
Bâtiment de l'administration municipale
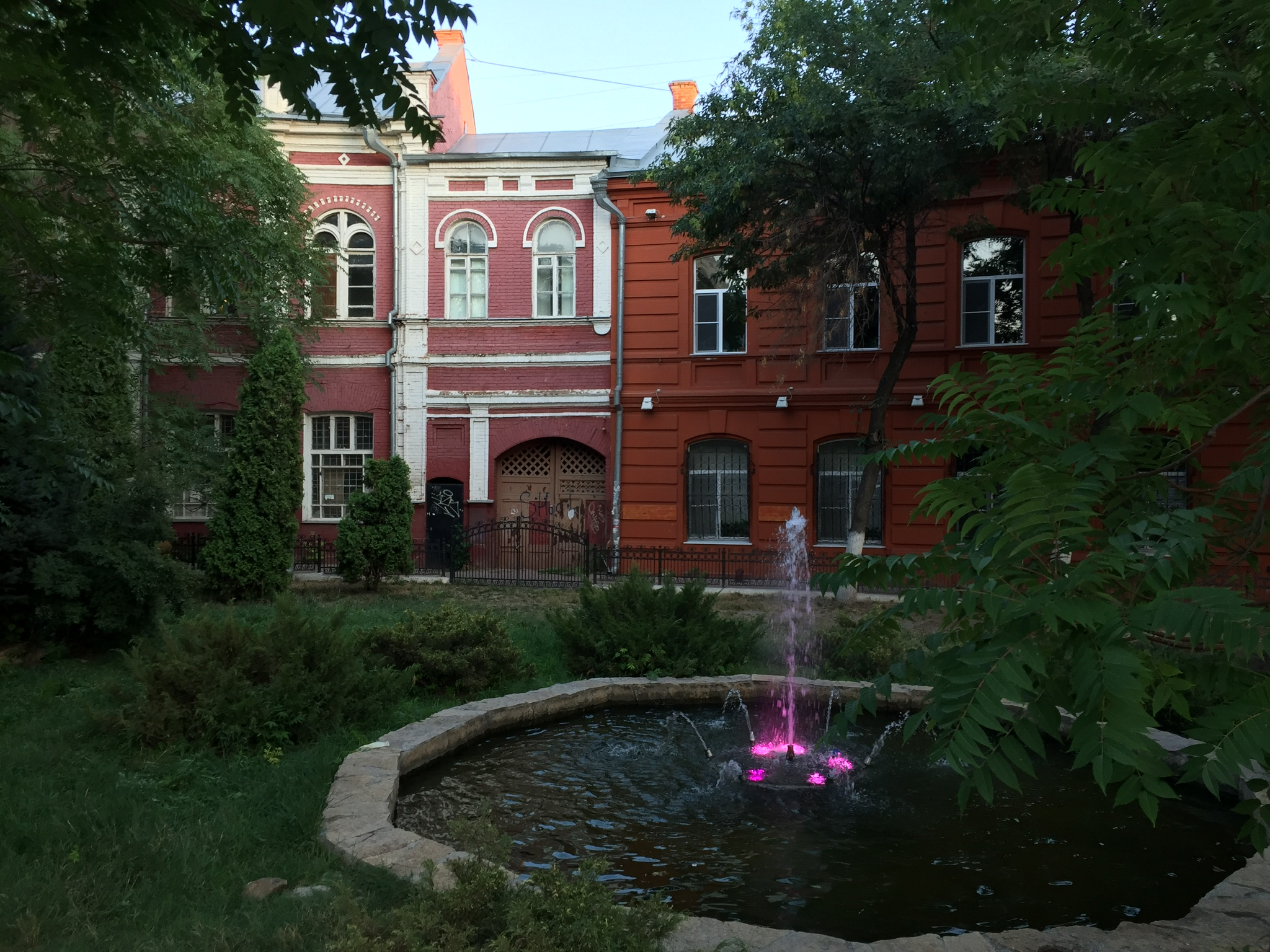
Fontaine devant les numéros 20 et 22
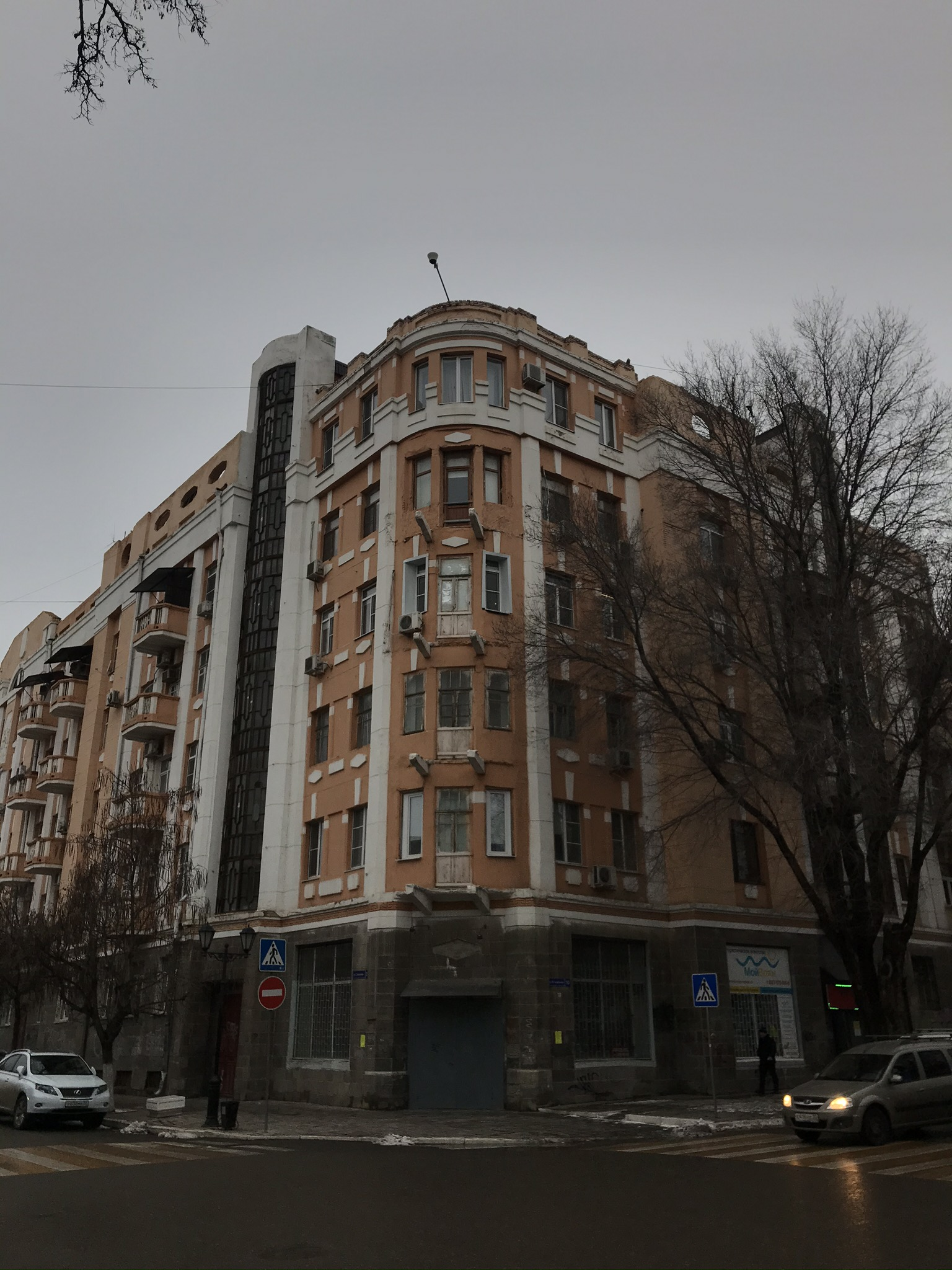
N° 25
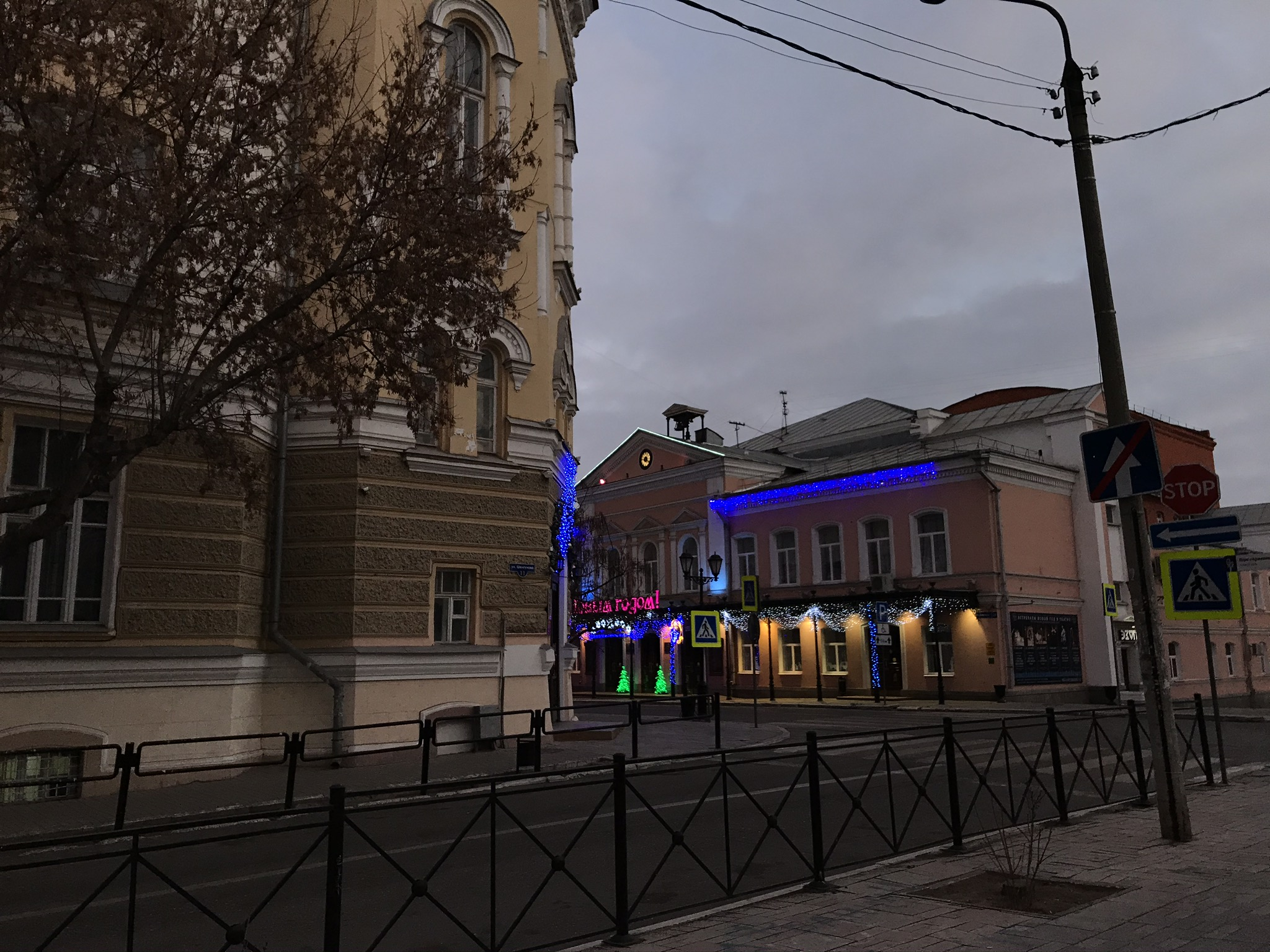
N° 28 (théâtre dramatique d'Astrakhan) vu de la rue Chelgounov